# 羽島市老人福祉センター
羽島市老人福祉センター（はしましろうじんふくしセンター）は、かつて岐阜県羽島市にあった老人福祉施設（老人福祉センター）である。

## 概要
高齢者の健康増進、教養向上、レクリエーションを目的とした施設である。1974年（昭和49年）6月開館。
高齢者の生活相談、健康相談なども行う。医師による健康相談は月1回（毎月第4水曜日）、看護師による健康相談は毎週火曜日に行われている。
指定管理者制度を導入しており、公益財団法人羽島市地域振興公社が管理運営する。
羽島温泉の条例上の名称は羽島市老人福祉センター羽島温泉であるが、羽島市老人福祉センターと羽島市老人福祉センター羽島温泉は別々の施設である。
施設の老朽化などにより、2024年（令和6年）3月に閉館。機能は羽島温泉（羽島市老人福祉センター羽島温泉）、羽島市文化センターなどに引き継がれた。

## 施設概要
- 羽島市老人クラブ連合会事務所　※羽島市文化センターに移転。
- 羽島市老人クラブ連合会会議室
- 大広間
- 集会室
- 茶華道室
- 図書室
- 撞球室
- 入浴施設

※ 2021年（令和3年）以降、設備故障により入浴施設は休止。

## 利用案内
- 住所：岐阜県羽島市竹鼻町丸の内6丁目160
- 利用時間：9:00 - 17:00
- 休館日：日曜日、祝日、年末年始（12月29日 - 1月3日）
- 利用可能者：羽島市内に在住の60歳以上の高齢者
  - 入館料は無料。入浴料は100円。身体障害者手帳所持者、療育手帳所持者、戦傷病者手帳所持者は入浴料は無料。

## 交通アクセス

### 公共交通機関
- 羽島市コミュニティバス東・はしまわる線、西・はしまわる線、中・はしまわる線「文化センター」バス停より徒歩で約3分。
- 名鉄竹鼻線 羽島市役所前駅・竹鼻駅下車、徒歩で約15分。

## 周辺
- 羽島市文化センター
- 羽島市立図書館
- 羽島市柔剣道場
- 羽島市弓道場
- 羽島市立竹鼻小学校
- コスモパーク羽島（市民の森羽島公園）